# Gaurax tinctipes
Gaurax tinctipes är en tvåvingeart som först beskrevs av Becker 1912.  Gaurax tinctipes ingår i släktet Gaurax och familjen fritflugor. Inga underarter finns listade i Catalogue of Life.